# Legião de Honra Marechal Rondon
A Legião de Honra Marechal Rondon foi uma comenda que o presidente do Museu de História Marechal Rondon atribuía. Seu nome era em homenagem ao engenheiro militar Marechal Cândido Rondon.

## História

### Suspensão
Em junho de 1972, tanto o Museu quanto a ordem tiveram o seu funcionamento suspenso sob a justificativa de que suas atividades eram contrárias à moral e à ordem pública. O decreto-lei n.º 8 de 1966, alteração do decreto-lei n.º 9085 de 1946, previa que a pessoa jurídica que ferisse a moral e a ordem pública seria suspensa pelo governo.
A moral teria sido ferida quando Nélson Duarte da Silva, policial carioca, comprou o título de Grã-Cruz da ordem, por 2 mil cruzeiros.

## Graduados
- Escola Normal Júlia Kubitschek[5]